# Mariko Ōhara
Mariko Ōhara (大原まり子, Ōhara Mariko, 20 mars 1959) est une auteure japonaise de science-fiction. 

## Biographie
Ōhara naît le 20 mars 1959 à Osaka, au Japon. Elle a écrit de la fanfiction Kirk / Spock dans son adolescence. Elle est diplômée du département de littérature, avec cours de psychologie, de l'université Seishin (聖心女子大学).
En 1980, Ōhara remporte le 6e concours Hayakawa SF pour sa nouvelle Hitori de Aruite itta Neko (« Un chat qui marchait seul »). L'année suivante, en 1981, elle est diplômée de l'université et commence à publier ses histoires dans S-F Magazine. Elle appartient à la troisième génération des écrivains japonais de science-fiction.
En 1991, son Haiburiddo Chairudo, « Hybrid Child » (ハイブリッド・チャイルド), remporte le prix Seiun du roman japonais. Puis, en 1995, elle remporte le 15e prix grand prix Nihon SF pour Sensō-wo Enjita Kamigamitachi, « les dieux qui ont bandé[pas clair] la guerre » (戦争を演じた神々たち).
Elle a été critique de science-fiction pour le journal Asahi shinbun d'avril 1998 à mars 2002, et elle a fait partie du jury des Nihon SF Taisho Awards de 1997 à 1999. Elle a également été la 10e présidente des Science Fiction and Fantasy Writers of Japan de septembre 1999 à septembre 2001.

## Prix et récompenses
- 1980 : 6e prix du concours Hayakawa SF pour Hitori de Aruite itta Neko
- 1991 : 22e prix Seiun (long roman japonais) pour Hybrid Child
- 1994 : 15e prix Nihon SF Taisho pour Sensō wo Enjita Kamigami-tachi
- 1998 : 19e prix Seiun (court-métrage japonais) pour Independence Day à Ōsaka

## Œuvres

### Romans
- Hitori de Aruite itta Neko (一人で歩いていった猫), 1982, Éditions Hayakawa
- Kikaishin Asura (機械神アスラ), 1983, Éditions Hayakawa
- Ginga Network de Uta wo Utatta Kujira (銀河ネットワークで歌を歌ったクジラ), 1984 年, Éditions Hayakwa
- Miika wa Miika (ミーカはミーカ, トラブル・メーカー), 1985, Shueisha
- Miraishi-tachi (未来視たち), 1986, Éditions Hayakawa
- Ishi no Koku City (石の刻シティ), 1986, Tokuma Shoten
- Mental Female (メンタル・フィメール), 1988, Éditions Hayakawa
- Hybrid Child (ハイブリッド・チャイルド, Haiburiddo Chairudo), 1990, Éditions Hayakawa
- Kyōfu no Katachi (恐怖のカタチ), 1993, Asahi Sonorama
- Sensō wo Enjita Kamigami-tachi (戦争を演じた神々たち), 1994, Aspect
- Sensō wo Enjita Kamigami-tachi II (戦争を演じた神々たちII), 1997, Askie Aspect
- Archaic states (アルカイック・ステイツ), 1997, Éditions Hayakawa
- Mitsumeru Onna (みつめる女), 1999, Kousaidou

### Œuvres traduites en anglais
- The Mental Female (The Review of Contemporary Fiction, été 2002)
- Girl (Speculative Japan, Kurodahan Press, 2007)
- The Whale that Sang on the Milky Way Network (Speculative Japan 2, Kurodahan Press, 2011)
- Hybrid Child (trad. Jodie Beck, University of Minnesota Press, 2018)[4]

## Jeu vidéo
Mariko Ōhara a réalisé le scénario du jeu vidéo Illusion of Gaia de Quintet, aux côtés de Masaya Hashimoto et Tomoyoshi Miyazaki.